# Web.config
Web.config — это файл, определяющий параметры для ASP.NET web-приложения. По сути, файл web.config — это XML-документ.
В нём хранится информация о параметрах поставщиков состояний сеансов, членства, определяются ссылки на страницы ошибок. Также web.config содержит строки соединения с базами данных, средства управления трассировкой.

## Пример файла web.config
```
<configuration>

    
<!--...-->

    
<!--Другие разделы конфигурации-->

    
<!--В этом элементе содержатся все настройки, касающиеся ASP.NET-->

    
<system.web>

    
<!--Содержит элемент <assemblies>, в котором перечислены все сборки, используемые данным приложением.-->

    
<compilation>
 

    
</compilation>

    

    
<!--Определяет способ идентификации клиента при запросе страниц. Определяется для всего приложения.-->

    
<authentication
 
mode=
"Forms"
>
     

    
</authentication>

    
<!--Определяет поставщики членства-->

    
<membership>
     

    
</membership>

     

    
<!--Определяет поставщик профилей-->

    
<profile>
      

    
</profile>

       

    
<roleManager
 
enabled=
"false"
>
      

    
</roleManager>

    
<!--Определяет параметры страниц по-умолчанию-->

    
<pages>
      

    
</pages>

  
</system.web>

  
<!--...-->

  
<!--Другие разделы конфигурации-->

</configuration>

```

## Наследование
В каждом web-приложении должен быть файл web.config, находящийся в его корневом каталоге.
Однако дочерние каталоги могут содержать свои параметры конфигурации ASP.NET (которые отличаются от главного конфигурационного файла отсутствием некоторых разделов).
Механизм наследования файлов конфигурации ASP.NET таков:
- 1) Сначала применяются параметры из machine.config
- 2) Затем применяются параметры из файла web.config, находящемся в корневом каталоге приложения.
- 3) Далее, если в каком-то из каталогов приложения имеется файл web.config, то применяются параметры из него.
- 4) Повторяется п.3, пока файлов конфигурации не будет обнаружено.

Также, в случае возникновения конфликтов среди параметров из файла web.config, который находится в каком-то из вложенных каталогов,
параметры из вложенного каталога перекроют параметры из конфигурационного файла каталога-родителя. Однако существует исключение, которое может вызвать блокировку некоторых разделов параметров: это элемент <location>, определяющий несколько групп параметров настройки в одном конфигурационном файле.
Например:
```
<configuration>

	
<!--...-->

	
<system.web>

		
<!--...-->

	
</system.web>
  

	
<location
 
path=
"/ExampleDirectory"
>
	

		
<system.web>

			
<!--Здесь идут параметры для подкаталога ExampleDirectory-->

		
</system.web>

	
</location>

	
<!--...-->

</configuration>

```

Такой файл web.config играет роль двух конфигурационных файлов. Таким образом можно указывать любое количество подкаталогов и их параметров.